# Phyllhermannia forsteri
Phyllhermannia forsteri är en kvalsterart som beskrevs av Balogh 1985. Phyllhermannia forsteri ingår i släktet Phyllhermannia och familjen Hermanniidae. Inga underarter finns listade i Catalogue of Life.